# 斯維斯圖尼夫卡 (馬希夫卡區)
49°15′16″N 34°45′9″E / 49.25444°N 34.75250°E
斯維斯圖尼夫卡（烏克蘭語：Свистунівка），是烏克蘭中部的村莊，隸屬波爾塔瓦州的波爾塔瓦區。該村面積2.9平方公里，海拔高度111米，2001年人口94，人口密度每平方公里32.41人。